# Tytroca leucoptera
Tytroca leucoptera là một loài bướm đêm trong họ Erebidae.